# ClanLib
ClanLib ist eine in C++ implementierte Programmbibliothek, die hauptsächlich der Erstellung von Spiele-Software unter Windows, macOS und Linux dient und von Magnus Norddahl initiiert wurde.
ClanLib ist in verschiedene Module aufgeteilt, die teilweise voneinander unabhängig genutzt werden können.
Unter anderem sind Bibliotheken vorhanden zur Programmierung von:
- GUIs (clanGUI),
- Sound (clanSound, clanMikMod, clanVorbis) und
- Netzwerk-Kommunikation per TCP/IP (clanNetwork).
- ab Version 3.0.0 steht mit ClanPgsql ein PostgreSQL-Backend als Spiel-Datenbank zur Verfügung

ClanLib beruht auf den Prinzipien der objektorientierten Programmierung und benutzt einen Template-basierten Signal-Slot-Mechanismus.

## Lizenz
ClanLib wurde bis einschließlich Version 0.7.8 unter der LGPL veröffentlicht.
Ab der Version 0.8.0 steht ClanLib unter der ClanLib License, die starke Parallelen zu der BSD-Lizenz aufweist.
Die aktuelle Version steht unter der Zlib-Lizenz.

## Ähnliche Projekte
- Simple DirectMedia Layer (SDL)
- SFML
- Allegro (Allegro-Bibliothek)